# Altica blanchardi
Altica blanchardi är en skalbaggsart som beskrevs av Henry Clinton Fall 1920. Altica blanchardi ingår i släktet Altica och familjen bladbaggar. Inga underarter finns listade i Catalogue of Life.